# Montserrat Nebot Roig
Montserrat Nebot Roig (Barcelona, 1942) és una periodista catalana.
Llicenciada en Periodisme l'any 1973, treballà al diari Tele/eXpres fins a l'any 1979. També fou redactora i conductora de l'informatiu radiofònic de mitjanit de Ràdio Espanya/Cadena Catalana. Entre 1981 i 1982 treballà a El Periódico de Catalunya. L'any 1978 comença a treballar a TVE-Catalunya. El 1983 deixa de treballar a El Periódico i es trasllada als Serveis Informatius del centre de TVE a Catalunya, un càrrec que ocuparà fins al 1987, quan dimiteix del càrrec per discrepàncies amb la política de programació del centre de Sant Cugat de TVE. El 1988 s'incorpora al Diari de Barcelona, primer com a sotsdirectora i després com a directora adjunta. Més endavant, es trasllada a Madrid, altra vegada a TVE, per ocupar la sots direcció dels Serveis Informatius. El 1992 torna a Barcelona per incorporar-se a la sots direcció de la Producció Executiva de Programes del centre català de TVE. El 1997, la direcció del Centre no li renova el contracte i es queda a l'atur. Des del setembre de 1997 fins al desembre de 1998 estigué contractada per Telecinco per coordinar a Catalunya la producció de programes de la cadena. L'any 1999 i l'any 2000 col·laborà amb TV3. El 2004 Catalunya Ràdio la contracta per coordinar la informació relacionada amb el Fòrum Universal de les Cultures.
El juny de 2004 és nomenada pel Parlament de Catalunya, consellera del Consell d’Administració de la Corporació Catalana de Mitjans Audiovisuals (CCRTV), càrrec que ocuparà fins al 2008. L'any 2000 passà a formar part del Consell Assessor de Radiotelevisió Espanyola a Catalunya.
L'any 2004 dins dels Premis de Comunicació no Sexista de l'Associació de Dones Periodistes de Catalunya, li fou atorgat el 'Premi Rosa del Desert', com a homenatge a tota la seva trajectòria professional.